# Clarksville (Maryland)
Pour les articles homonymes, voir Clarksville.
Clarksville est une communauté non incorporée du comté de Howard dans l'état du Maryland aux États-Unis.
Le nom vient d'un fermier, William Clark, à qui appartenait la plus grande partie des terrains. Un bureau de poste a été ouvert en 1851. 